# Beche Blade
La Beche Blade è una ripida cresta montuosa alta 1.600 m, posta tra il Murchison Cirque e l'Arkell Cirque nella parte meridionale dei Monti Read, che fanno parte della Catena di Shackleton, nella Terra di Coats in Antartide. 
Nel 1967 fu effettuata una ricognizione aerofotografica da parte degli aerei della U.S. Navy. Un'ispezione al suolo fu condotta dalla British Antarctic Survey (BAS) nel periodo 1968-71.
Ricevette l'attuale denominazione nel 1971 dal Comitato britannico per i toponimi antartici (UK-APC), in onore del geologo e paleontologo britannico Henry De la Beche, primo direttore generale della Geological Survey of Great Britain (che in seguito mutò la denominazione in British Geological Survey) nel periodo 1835–55.